# آویاتیک ب-۱
آویاتیک ب-۱ (به آلمانی: Aviatik_B.I) یک هواگرد دوباله تک‌موتوره دو سرنشین شناسایی ساخت شرکت آویاتیک در امپراتوری آلمان بود. این هواگرد در جریان جنگ جهانی اول در لوفت‌اشترایت‌کرفته خدمت کرد.

## مشخصات فنی
آویاتیک ب-۱
مشخصات عمومی
- خدمه: ۲ نفر
- طول: ۷٫۹۷ متر
- طول بال: ۱۳٫۹۷ متر
- ارتفاع: ۳.۳ متر
- وزن بارگذاری‌شده: ۱٬۰۸۸ کیلوگرم
- نیرومحرکه: ۱ × موتور خطی ۶ سیلندر مرسدس خنک‌شونده با مایع: ۱۰۰ اسب بخار

عملکرد
- حداکثر سرعت: ۱۰۰ کیلومتر بر ساعت
- طول پرواز: ۴ ساعت

تسلیحات
- بدون تسلیحات